# Marit Breivik
Marit Breivik (* 10. April 1955 in Levanger) ist eine norwegische Handballtrainerin und ehemalige Spielerin.

## Karriere
Breivik spielte bei Nessegutten, Nordstrand und Skogn IL, mit dem sie drei Meisterschaften gewann. Zwischen 1975 und 1983 bestritt sie 137 Partien für die norwegische Nationalmannschaft, in denen sie 286 Treffer erzielte.
Nach ihrer aktiven Karriere trainierte sie die Vereinsmannschaften von Nessegutten, Byåsen IL und Larvik HK. Zwischen 1994 und 2009 trainierte sie die norwegische Auswahl. Unter ihrer Leitung gewann Norwegen einmal die Weltmeisterschaft, einmal die Olympischen Spiele und dreimal die Europameisterschaft. Zwischen 2018 und 2023 trainierte sie eine Jugendmannschaft bei Kjelsås IL.
Am 21. März 2009 wurde sie zum Ritter 1. Klasse des Sankt-Olav-Orden ernannt. Im Januar 2023 wurde sie mit dem Ehrenpreis der Sportlergala Idrettsgallaen ausgezeichnet.

## Privates
Breivik heiratete 1997 den norwegischen Handballfunktionär Niels Hertzberg, der im März 2013 verstarb.